# Guri Jørum
Guri Jørum est une ancienne handballeuse internationale norvégienne qui évoluait au poste de gardienne de but. 
Sa fille, Linn Jørum Sulland, est également handballeuse internationale norvégienne.
Avec l'équipe de Norvège, elle participe aux championnats du monde 1975.

## Palmarès

### Sélection nationale
championnats du monde 
- 8e place du championnat du monde 1975